# 극성 표면적
극성 표면적(polar surface area, PSA) 또는 위상 극성 표면적(topological polar surface area, TPSA)은 분자의 모든 극성 원자 또는 분자, 주로 산소와 질소 및 그에 부착된 수소 원자에 대한 표면 합으로 정의된다.
PSA는 약물의 세포 투과 능력을 최적화하기 위해 의약화학에서 일반적으로 사용되는 측정 기준이다. 극성 표면적이 140 옹스트롬 제곱 (Å2)보다 큰 분자는 세포막을 잘 투과하지 못하는 경향이 있다. 분자가 혈액뇌장벽을 통과하여 (따라서 중추신경계의 수용체에 작용하려면) 일반적으로 90 Å2 미만의 PSA가 필요하다.
TPSA는 신약 발견 및 개발에 유용한 도구이다. 약물 후보 물질의 TPSA를 분석함으로써 과학자들은 경구 생체이용률과 체내 표적 부위에 도달할 수 있는 잠재력을 예측할 수 있다. 이 예측은 약물의 생물학적 장벽 투과 능력에 달려 있다.
혈액뇌장벽(BBB), 태반 장벽(PB), 혈액-유선 장벽(BM)과 같은 이러한 장벽을 투과하는 것은 많은 약물이 의도한 표적에 도달하는 데 매우 중요하다.
예를 들어, BBB는 뇌를 유해 물질로부터 보호한다. TPSA가 낮은 약물(일반적으로 90 Å² 미만)은 BBB를 더 쉽게 투과하여 뇌에 도달하고 치료 효과를 발휘하는 경향이 있다 (시티야코프 외, 2013).
마찬가지로, 태아 치료를 목적으로 하는 약물은 태반을 통과할 수 있도록 TPSA가 낮아야 한다(60 Å² 미만) (아우구스티뇨-루비나 외, 2019).
모유 수유 중인 어머니도 고려해야 한다. 이 경우 약물의 최적 TPSA는 60-80 Å² 범위로, 유방 조직에 도달하여 우유를 생산할 수 있도록 하는 것이 좋다. 반면 TPSA가 90 Å²를 초과하는 약물은 혈액-유선 장벽을 투과할 가능성이 적다.

## 같이 보기
- 생물약제학적 분류 체계
- 화학정보학
  - Chemistry Development Kit
  - JOELib
- Implicit solvation
- 리핀스키의 법칙

## 문헌
- Pajouhesh, Hassan; Lenz, George R (2005). 《Medicinal chemical properties of successful central nervous system drugs》. 《NeuroRx》 2. 541–553쪽. doi:10.1602/neurorx.2.4.541. PMC 1201314. PMID 16489364.
- Clark, David E (1999). 《Rapid calculation of polar molecular surface area and its application to the prediction of transport phenomena. 1. Prediction of intestinal absorption》. 《Journal of Pharmaceutical Sciences》 88. 807–14쪽. doi:10.1021/js9804011. PMID 10430547.
- Palm, Katrin; Stenberg, Patric; Luthman, Kristina; Artursson1, Per (1997). 《Polar molecular surface properties predict the intestinal absorption of drugs in humans》. 《Pharmaceutical Research》 14. 568–71쪽. doi:10.1023/A:1012188625088. PMID 9165525. S2CID 7178582.
- Ertl, Peter; Rohde, Bernhard; Selzer, Paul (2000). 《Fast Calculation of Molecular Polar Surface Area as a Sum of Fragment-Based Contributions and Its Application to the Prediction of Drug Transport Properties》. 《Journal of Medicinal Chemistry》 43. 3714–3717쪽. doi:10.1021/jm000942e. PMID 11020286.
- Ertl, P. Polar Surface Area, in Molecular Drug Properties, R. Mannhold (ed), Wiley-VCH, pp. 111–126, 2007
- Shityakov, Sergey; Neuhaus, Winfried; Dandekar, Thomas; Förster, Carola (2013). 《Analysing molecular polar surface descriptors to predict blood-brain barrier permeation》. 《International Journal of Computational Biology and Drug Design》 6. 146–56쪽. doi:10.1504/IJCBDD.2013.052195. PMID 23428480.